# Dalrympelea calciphila
Dalrympelea calciphila är en pimpernötsväxtart som först beskrevs av J.T.Pereira, och fick sitt nu gällande namn av Nor-ezzaw.. Dalrympelea calciphila ingår i släktet Dalrympelea, och familjen pimpernötsväxter. Inga underarter finns listade i Catalogue of Life.